# Zemitz

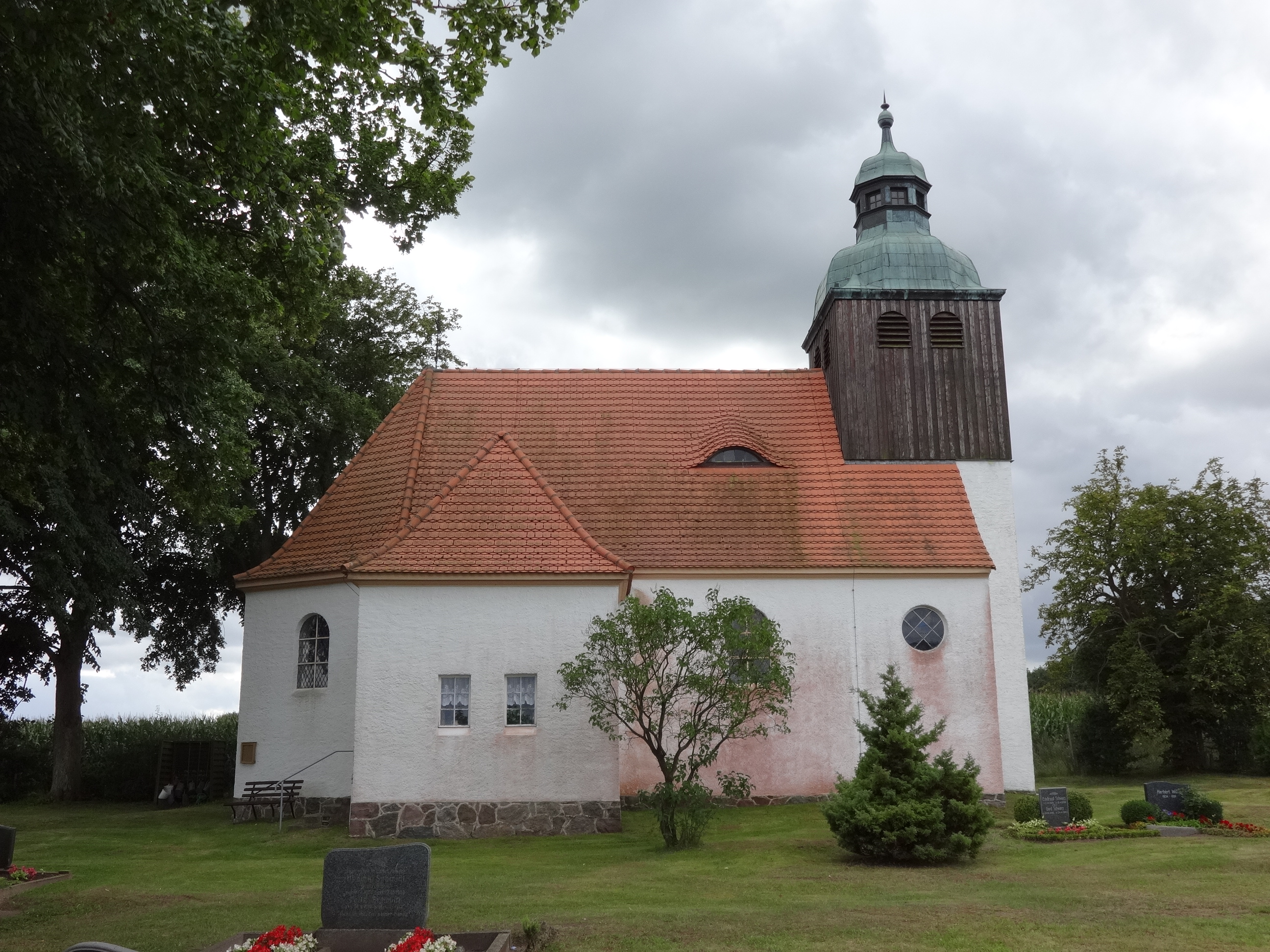
St. Michael in Zemitz

Zemitz ist eine Gemeinde im Landkreis Vorpommern-Greifswald. Die Gemeinde wird seit dem 1. Januar 2005 vom Amt Am Peenestrom mit Sitz in Wolgast verwaltet. Bis zum 31. Dezember 2004 war Zemitz Teil des Amtes Wolgast-Land.

## Geografie
Zemitz liegt im Lassaner Winkel und befindet sich etwa sieben Kilometer südlich von Wolgast und sieben Kilometer nördlich von Lassan. Im Osten grenzt die Gemeinde an den Peenestrom. Durch das Gemeindegebiet fließt der Brebowbach zum Peenestrom. Einzig nennenswerter See ist der Hohe See beim Ortsteil Hohensee. Südöstlich von Zemitz liegt die höchste Erhebung im Gemeindegebiet, der 43 m ü. NHN hohe Rauhe Berg.

## Gemeindestruktur
| Ortsteile - Bauer - Hohensee - Seckeritz - Wehrland - Zemitz | Wüstungen und Wohnplätze - Bauer Sandhof (Wohnplatz) - Bauerberg (Wohnplatz) - Fischerhaus Bauer (Wohnplatz) - Milchhorst (Wohnplatz) - Negenmark (Wohnplatz) | - Lepelsruh (Wüstung) - Lütkendahl (Wüstung) - Weiblitz (Wüstung) |

## Geschichte

### Bauer und Alt Bauer
Der Ortsteil Bauer wurde im Jahre 1320 erstmals als „Bower“ urkundlich erwähnt. Ob hierbei Bauer oder Alt Bauer gemeint war, ist nicht sicher.
Der Ort war erst im Besitz des Geschlechtes von Köller und gehörte ab 1493 der Familie von Lepel, die es 1867 an die Familie von Quistorp verkaufte, die es wiederum bis zur Enteignung 1945 besaß.
Nach dem Meßtischblatt von 1919 lag Alt Bauer nördlich von Wehrland jenseits des Bauerbaches nur 300 m entfernt und Bauer 1000 m westlich davon. Das Herrenhaus befand sich in Alt Bauer und der Wirtschaftshof in Bauer. Zu diesem Gut gehörte Wehrland als Pertinenz.
Zu Bauer/Alt Bauer gehört auch eine Ansiedlung am Bauerberg, dort befand sich das Bauersche Fischerhaus, eine Ziegelei und auf dem Berg eine Ausflugsgaststätte. Das Fischerhaus ist noch als Wohnhaus vorhanden, die Ziegelei ist schon vor 1865 verschwunden, das Anwesen auf dem Berg ist heute eine Unterkunft für Katamaran-Segler.

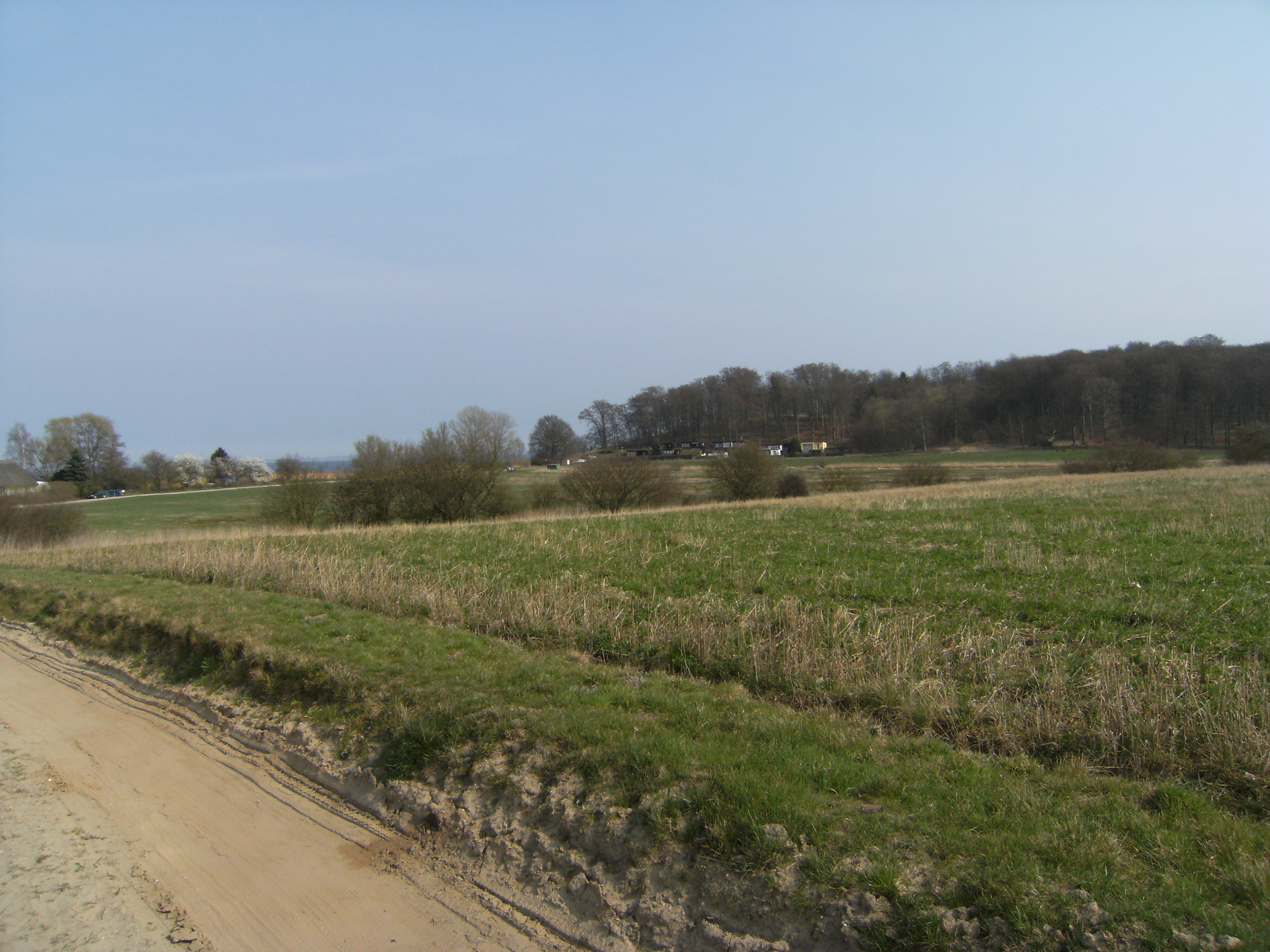
Blick zum Bauerberg

### Hohensee

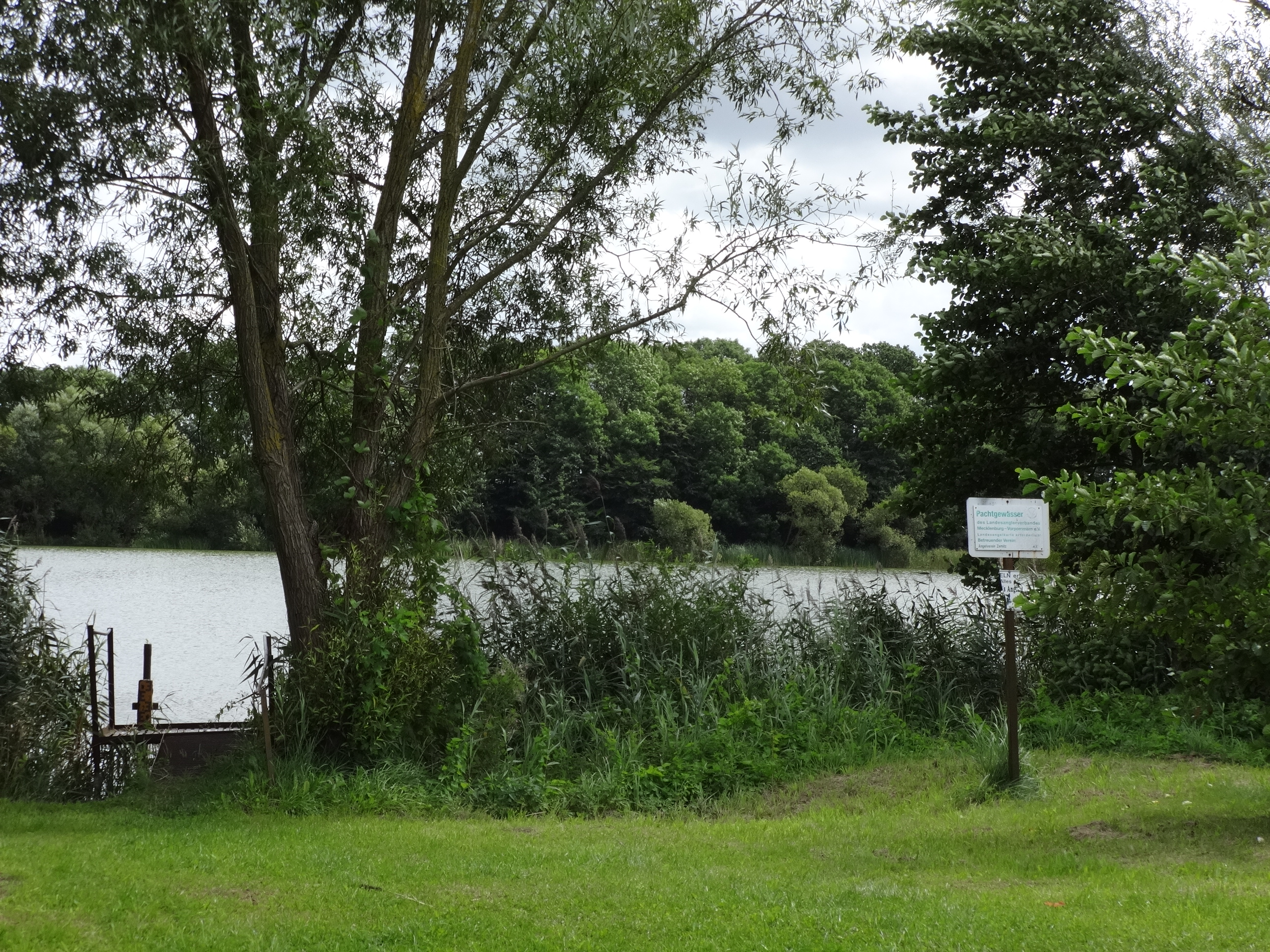
Hoher See in Hohensee

Der Ortsteil Hohensee erfuhr im Jahr 1344 als Hoghense seine erste urkundliche Erwähnung. Der Name wurde von dem kleinen See, dem Hohen See abgeleitet, an dem der Ort liegt.
→ siehe Hauptartikel Hohensee (Zemitz)

### Seckeritz
In der Gemarkung Seckeritz wurde um 1960 ein bronzezeitliches (1800 bis 600 vdZ) Gräberfeld entdeckt. Spektakulär waren die gesicherten Hausurnen und viele andere Artefakte. Das belegt eine frühzeitige Besiedlung der Gegend, denn auch umliegende Gemarkungen, wie Wehrland und Bauer weisen mit Großsteingräbern aus dem Neolithikum darauf hin.
Im Park von Seckeritz existiert ein Turmhügel, diese Bauart wird der frühdeutschen Zeit ab 1230 zugeordnet.
Seckeritz wurde 1319 erstmals urkundlich als „Zekeris“ erwähnt. Der slawische Gründungsname bedeutet „Axt“, weil der Ort auf einer Rodung entstand. Erster bekannter Besitzer war das Geschlecht von Nienkerken (Neuenkirchen). Von 1369 bis 1833 war das Rittergut im Besitz der Familie von Lepel, erster Namensträger war hier der Ritter Martin von Lepel († um 1400). Der letzte der Familie in Seckeritz war der kinderlose Ludwig von Lepel (1758–1836), der 1833 das Gut verkaufte. Ab 1833 ging das Gut in den Besitz der Landwirtsfamilie Dudy über, danach gehörte es Adolf von Corswant.
Das Dorf ist ein typisches Gutsdorf mit dem dominanten Gut und der Landarbeiterkatenzeile etwas abgesetzt von ersterem. Diese deutliche Struktur ist noch heute erkennbar, wenn auch nach 1945 ein Wohnplatz des Dorfes mit Siedlungshäusern an der Straße Hohensee – Lassan (L 26) entstand.
Das stattliche Gut hatte ein separates Gutshaus umgeben von einem Wallgraben. Diese Anlage deutet auf eine Wasserburg aus dem Zeitraum zwischen 1300 und 1600 hin, die dann mit einem Herrenhaus/Schloss überbaut wurde unter Beibehaltung des Wassergrabens mit Umwallung.
Im Jahr 1912 erwarb der Landwirt und Agrarwissenschaftler Paul Gerhard Hepner das abgewirtschaftete Rittergut. Er machte daraus einen anerkannten Kartoffelsaatzuchtbetrieb. Auch widmete er sich der Zucht der Edellandschweine. Bis zur Enteignung 1948 wurde der Betrieb als Mustergut von der Familie Hepner bewirtschaftet. Die Begräbnisstätte des Paul Gerhard Hepner existiert dort bis heute.
Das Herrenhaus fiel 1965 einem Brand zum Opfer. Das Gut zeigte folgendes Wappen: Sechs Querbalken, von links unten nach rechts oben. Das Zeichen symbolisiert eine Pflugschar. Im oberen Quadrat zeigt sich ein „L“, für die Familie „von Lepel“ (so ein Wappen ist bei den Lepels nicht verzeichnet, es muss etwas anderes bedeuten).

### Wehrland

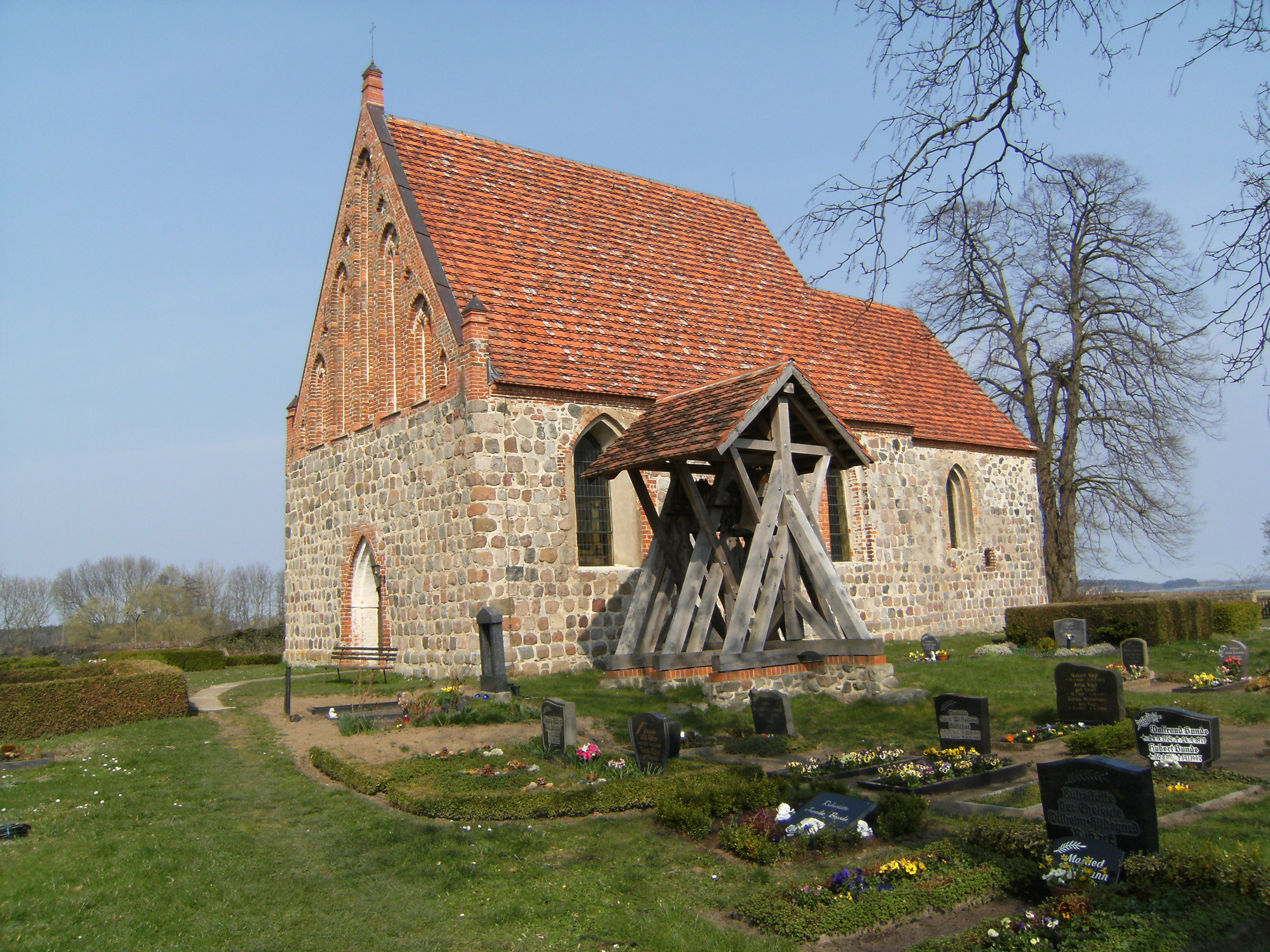
Kirche, Glockenstuhl und Kirchhof von Wehrland

Zur Gemarkung Wehrland gehören eine Vielzahl von Großsteingräbern und Hünenbetten aus dem Neolithikum (5500 bis 1800 vdZ) und auch Hügelgräber aus der Bronzezeit (1800 bis 600 vdZ). Die Slawenzeit ist hier vor Ort noch nicht ausreichend archäologisch nachgewiesen, das belegen auch die Ortsnamen in der näheren Umgebung.
Bereits im 12. Jahrhundert begann man schon mit dem Bau der Kirche, das belegen die Bauanalysen. Zu der Zeit sind aber keine urkundlichen Belege zum Ort vorhanden. Das ist wohl dem Umstand geschuldet, dass Alt Bauer und Bauer die Hauptorte waren, dort befanden sich das separate Herrenhaus in Alt Bauer und das Wirtschaftsgut in Bauer (lt. MTB 1920). Wehrland war stets nur Pertinenz zu diesem Gut. Zudem liegen ja alle drei Orte eng beieinander.
Wehrland ist eine deutsche Gründung, die erstmals 1618 in der Lubinschen Karte als „Werlant“ genannt wurde. Der Ort wurde 1626 als Lepelscher Besitz bezeichnet.
Am Brebowbach befand sich auf Wehrlander Seite eine Wassermühle von vor 1835 (lt. PUM), die aber bis 1920 verschwand.
Im Jahr 1817 zerstörte ein Großfeuer fast alle Häuser des Ortes. Im Jahr 1867 erwarb August von Quistorp die Güter Bauer und Wehrland und erbaute das im 21. Jahrhundert noch vorhandene Herrenhaus in Alt Bauer. Die Familie blieb bis ins Jahr 1945 Eigentümer.
Im Zuge der Bodenreform wurden die Ländereien enteignet, aufgeteilt und an Neubauern vergeben.
In Richtung des Rauen Berges und der Wüstung Weiblitz entwickelte sich der Ort nach 1945 durch die Bodenreformsiedlungen beträchtlich. Das Pertinenzgut wurde mit den LPG-Bauten überbaut und ist nur noch in Form und Struktur zu erkennen. Der alte Ortskern mit der Kirche verkleinerte sich weiter.
Die Quistorps richteten nach 1990 auf dem Wehrlander Kirchhof wieder ein Erbbegräbnis ein. Ursprung war das Grab des Ulrich von Quistorp (1860–1903). Die Familien Lepel und Quistorp waren wesentlich an der Restaurierung der stark gefährdeten Wehrlander Feldsteinkirche finanziell beteiligt, die Quistorps als letzte Besitzer vor 1945 und die Lepels, weil Begräbnisse in der Kirche von ihren Familienangehörigen vorhanden sind und der Ort zu den Altbesitzen der Familie gehörte.

### Zemitz
Die zahlreichen Bodenfunde aus dem Neolithikum (5500 bis 1800 vdZ) mit den Großsteingräbern an der Grenze zur Gemarkung Bauer/Wehrland und die darauf folgenden Hügelgräber aus der Bronzezeit (1800 bis 600 vdZ) deuten auf eine frühe Besiedlung der Gegend hin. Slawische Siedlungsbefunde, wie der Ortsname vermittelt, sind noch unzureichend. Für die frühdeutsche Zeit gibt es nordwestlich vom ehemaligen Gut den Verdacht einer Turmhügelburg, das muss noch archäologisch bestätigt werden.
Zemitz wurde 1504 erstmals als „Sumentz“ urkundlich erwähnt. Der Name ist slawischen Ursprungs und leitet sich von Semlja für Erde ab. 1504 besaß ein Krienker Brünnig Lepel das gesamte Gut Zemitz. Bis 1843 besaß die Familie von Lepel das Gut. Dann wechselten viele Male die Besitzer von Zemitz.
Im Jahr 1901 wurde das Gut Zemitz aufgesiedelt, es entstanden die weit verteilten Siedlungen an den Ausfallstraßen. Das Gut blieb aber noch als Resthof präsent. Das Gutshaus wurde um 2003 abgerissen.
Zemitz war und blieb auch nach der Aufsiedlung und bis heute ein Straßendorf, mit der etwas abseits gelegenen Kirche.
An der Kreuzung der L 26 mit den Zufahrtsstraßen nach Seckeritz und Bauer entstand zu DDR-Zeiten ein großer LPG-Komplex einschließlich eines Neubaugebietes. Der LPG-Hof wurde nach 1990 abgeräumt.
Bauer Sandhof (Wohnplatz)
„Bauer Sandhof“ war vor 1835 lt. PUM und noch nach 1920 lt. MTB nur ein Flurname. 1957 tauchte der Name dann in den Ortslisten auf und wurde noch 2003 in den Karten TK 10 gekennzeichnet. Es gehört als abgesonderter Wohnplatz zum Ortsteil Bauer.
Bauerberg (Wohnplatz)
„Bauerberg“ ist schon seit vor 1835 lt. PUM als solches bekannt und wurde noch 2003 in den Karten TK 10 gekennzeichnet. Eine Ziegelei am Nordhang bestand schon vor 1835 und wurde um 1920 eingestellt und abgerissen. Dort befindet sich jetzt eine Garten- und Bungalowsiedlung sowie auf dem Berg die ehemalige Gaststätte, der jetzige Seglerklub, mit Treppe zum kleinen Anlege- und Lagerplatz für Katamarane und Segelboote.
Fischerhaus Bauer (Wohnplatz)
Das Fischerhaus Bauer wurde noch 2003 in den Karten TK 10 gekennzeichnet. Es ist noch heute bewohnt, ist aber nicht mehr in seiner Funktion dem Namen nach.
Milchhorst (Wohnplatz)
Eine Pertinenz zum Gut Hohendorf war der Ortsteil von Seckeritz mit Namen „Milchhorst“, der erstmals 1859 erwähnt wurde. Er liegt nördlich von Sekeritz und ist heute nur noch ein kleiner Wohnplatz. Es war ursprünglich ein Mühlengehöft, die Mühle war schon vor 1880 lt. MTB vorhanden und stand noch nach 1920.
Negenmark (Wohnplatz)
Negenmark wurde mit gleichen Namen 1707 gegründet und urkundlich genannt. Der Ort gehörte als Pertinenz zum Gut Hohensee.
Negenmark ist heute ein kleiner Ort mit wenigen Gebäuden am Ufer des Peenestromes und hat einen kleinen Bootshafen.
Lepelsruh (Wüstung)
Lepelsruh wurde 1868 genannt, es war eine Pertinenz zu Wehrland – ist dann bald wüst gefallen. Heute gibt es nur noch den Flurnamen.
Lütkendahl (Wüstung)
Lütkendahl wurde 1782 erstmals als „Lüttendahl“ genannt (niederdeutsch = kleines Tal). Es war eine Ziegelei an der Peene und war eine Pertinenz zu Bauer. Es wurde auch Kleinthal genannt. Nach 1868 fiel es wüst. Es lag östlich von Sekeritz dicht am Haff.
Weiblitz (Wüstung)
Weiblitz wurde erst 1851 offiziell als solches erwähnt. Es wurde aber als altslawische Siedlung bezeichnet, die im Dreißigjährigen Krieg bereits untergegangen ist.
Der Ort wurde dann im 19. Jahrhundert als Vorwerk zu Bauer/Wehrland wieder aufgerichtet. Zu der Zeit hatte das Vorwerk auch eine etwas weiter westlich gelegen eine Bockwindmühle.
Zwar wurde noch 1995 in der Regionalkarte von Usedom der Ort Weiblitz bezeichnet, und auch Google Maps bezeichnet einen Teil des Ortes Wehrland als Weiblitz. Beides sind Verwechslungen, das ehemalige Vorwerk ist seit den 1970er Jahren nur noch eine Ansammlung von Ruinen, wie auf den Satellitenaufnahmen deutlich erkennbar sind.

## Politik

### Wappen, Flagge, Dienstsiegel
Die Gemeinde verfügt über kein amtlich genehmigtes Hoheitszeichen, weder Wappen noch Flagge. Als Dienstsiegel wird das kleine Landessiegel mit dem Wappenbild des Landesteils Vorpommern geführt. Es zeigt einen aufgerichteten Greifen mit aufgeworfenem Schweif und der Umschrift „GEMEINDE ZEMITZ * LANDKREIS VORPOMMERN-GREIFSWALD“.

## Sehenswürdigkeiten

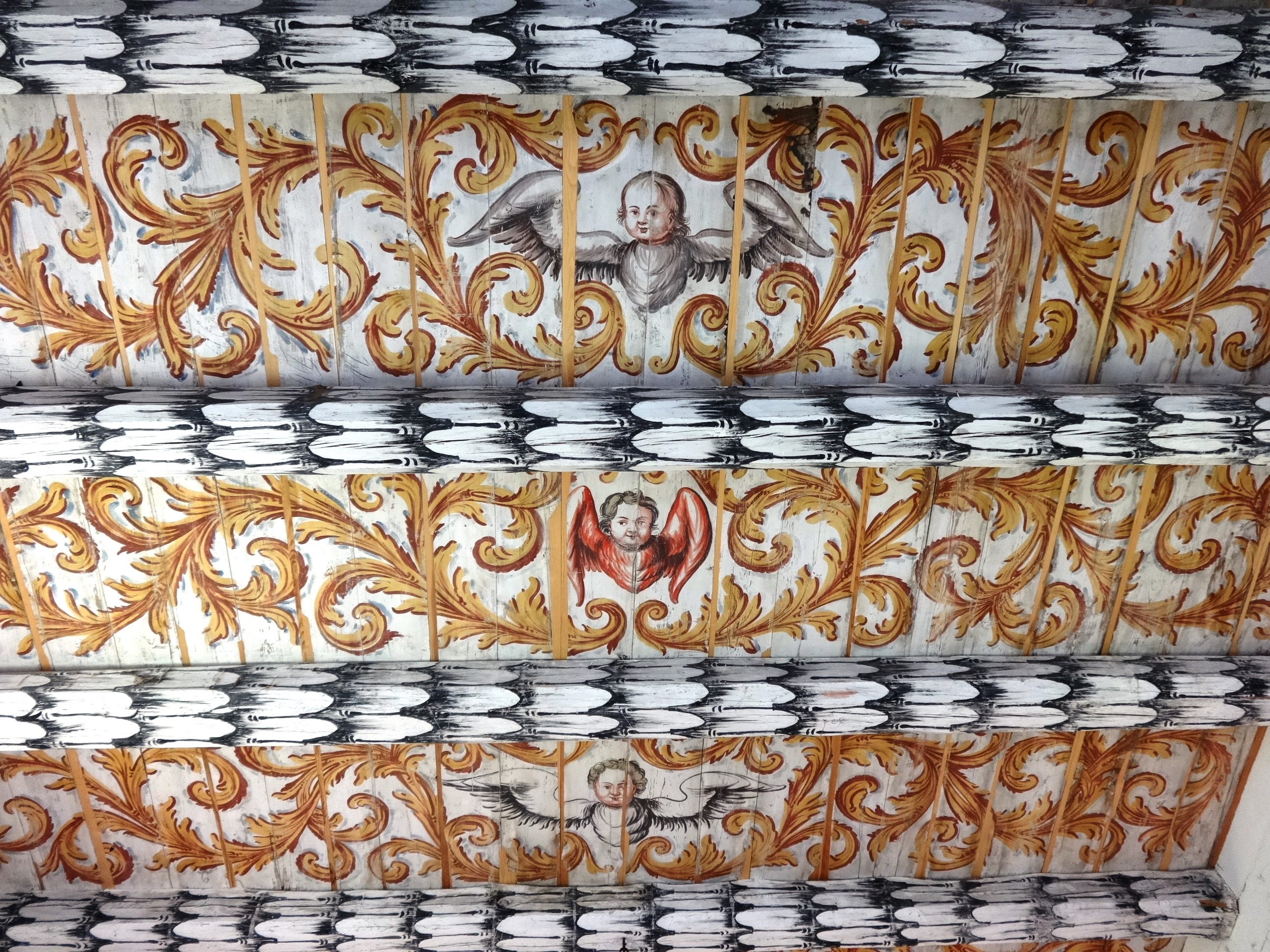
Barocke Bemalung der Decke in St. Nikolai zu Bauer

- Kirche St. Michael wurde im 18. Jahrhundert als Kapelle errichtet. 1913 erfolgte der Umbau zu einer Saalkirche mit barockisierendem Westturm.
- St. Nikolai zu Bauer: Die Feldsteinkirche entstand im 13. Jahrhundert; der Chor um 1285. An der nördlichen Chorwand befinden sich zwei Epitaphe, die an die Familie von Quistorp erinnern: Hans Ulrich von Quistorp (1904–1946) sowie Ulrich von Quistorp (1860–1903). Gegenüber erinnern zwei weitere Epitaphe an Albert Voss (1842–1866) sowie an die Familie von Lepel. Im Innern befindet sich eine flache Balkendecke mit einer barocken Ornamentbemalung, die um 1708 entstand. Neben den goldfarbenen Ranken sind mehrere Putten sowie der Titel der Kirchenkantate „Gloria In Excelis Deo“ (Ehre sei Gott in der Höhe) von Johann Sebastian Bach zu sehen. Weiterhin befindet sich in dem Gebäude die einzige Orgel Remlers in Vorpommern aus dem Jahr 1866.[5]
- Gutsanlagen von Bauer, das Gutshaus Wehrland, Hohensee und Seckeritz
- Die Hünengräber um Wehrland und Bauer
- Aussichtspunkt auf dem Bauerberg, erreichbar über einen Feldweg östlich von St. Nikolai
- Turmhügel Seckeritz

## Wirtschaft und Infrastruktur

### Unternehmen
Die Gemeinde ist überwiegend von der Landwirtschaft geprägt. Es gibt nur wenige Ansätze für den Tourismus.

### Verkehr
Nördlich der Gemeinde verläuft die Bundesstraße 111. Das Gebiet wird durch Landes- und Kreisstraßen erschlossen.

## Persönlichkeiten
- Günter Pilgrim (1931–2010), Pastor und Schriftsteller, geboren in Wehrland
- Claudia Schulz (* 1977), Agrarökologin und Politikerin (Bündnis 90/Die Grünen), wuchs in Zemitz auf